# Nomascus siki
Il gibbone dal ciuffo meridionale (Nomascus siki Delacour, 1951) è un primate appartenente alla famiglia degli Ilobatidi.

## Descrizione
Il gibbone dal ciuffo meridionale è stato riconosciuto come specie a sé soltanto di recente; in precedenza era considerato una sottospecie del gibbone dalle guance bianche (Nomascus leucogenys). Pesa tra i 7 e i 10 kg. Le specie appartenenti al genere Nomascus (i cosiddetti «gibboni dal ciuffo») si distinguono per le loro differenti fasi di colorazione. I piccoli non ancora svezzati sono di colore camoscio/bianco e i giovani di entrambi i sessi sono neri. Successivamente nelle femmine, una volta raggiunta l’età adulta, il manto torna nuovamente camoscio/bianco con una striscia nera sulla sommità del capo o sul collo. I maschi rimangono neri e si possono riconoscere dalle caratteristiche basette bianche sulle guance che sovrastano gli angoli della bocca in un arco largo e folto.
I gibboni sono noti per i loro canti: le coppie di adulti si esibiscono in complessi duetti che possono essere utilizzati dagli studiosi per identificare le varie specie.

## Distribuzione e habitat
Il gibbone dal ciuffo meridionale è presente nel Laos meridionale e nel Vietnam centrale. Il limite settentrionale del suo areale è la provincia vietnamita di Nghe An, mentre quello meridionale non è noto con esattezza, in quanto sembra esservi una zona di ibridizzazione con il gibbone dalle guance rosa (Nomascus gabriellae) tra la provincia di Quang Tri e la parte settentrionale della provincia di Kon Tum.
Il gibbone dal ciuffo meridionale vive sugli alberi più alti della foresta sempreverde di latifoglie primaria di pianura, dove il clima è generalmente tropicale e umido.

## Biologia
Come tutti i gibboni, il gibbone dal ciuffo meridionale è una creatura arboricola che trascorre la maggior parte della sua esistenza nella volta della foresta. Si sposta grazie a un metodo di dembulazione noto come brachiazione, in cui l’animale si sposta di ramo in ramo stando appeso alle lunghe braccia. Questo metodo di locomozione permette al gibbone di spostarsi molto rapidamente attraverso la foresta e di raggiungere frutti inaccessibili ad altri primati.

### Alimentazione
Si nutre di frutti e fiori e generalmente integra la sua dieta con foglie fresche e invertebrati.

### Riproduzione
I gibboni normalmente formano gruppi composti da una coppia monogama di adulti e da due giovani. Ogni gruppo è molto territoriale e si ritiene che gli straordinari canti del gibbone vengano utilizzati per dichiarare ai conspecifici la propria autorità su una determinata area, nonché per rinforzare il legame tra il maschio e la femmina adulti. Questi canti generalmente vengono emessi la mattina presto e durano tra i 10 e i 20 minuti.

## Conservazione
Nomascus siki è uno dei primati più minacciati del Vietnam. Occupa un'area dove la popolazione umana è molto numerosa, e la specie rischia quindi di essere minacciata dalla caccia per scopo alimentare, per il traffico di animali domestici e per l'utilizzo nella medicina tradizionale. È inoltre minacciato dalla perdita dell'habitat, in quanto la maggior parte del suo areale è stata irreparabilmente frammentata a seguito della richiesta di legname e di nuove aree agricole. Di conseguenza, si ritiene che la popolazione del gibbone dal ciuffo meridionale sia diminuita del 50% nel corso degli ultimi 45 anni.
La IUCN Red List classifica Nomascus siki come specie in pericolo di estinzione (Endangered).
Questo primate è protetto dal commercio internazionale e compare nell’Appendice I della Convenzione sul Commercio Internazionale delle Specie Minacciate (CITES): ciò vuol dire che il commercio di questa specie è permesso unicamente in circostanze esclusivamente eccezionali. Il suo areale ricopre aree protette e parchi nazionali, ma ciò non basta a proteggerlo dallo sfruttamento forestale e dal bracconaggio. In Vietnam gode inoltre del più alto livello di protezione garantito dalla legislazione per la protezione della fauna selvatica.